# WMS

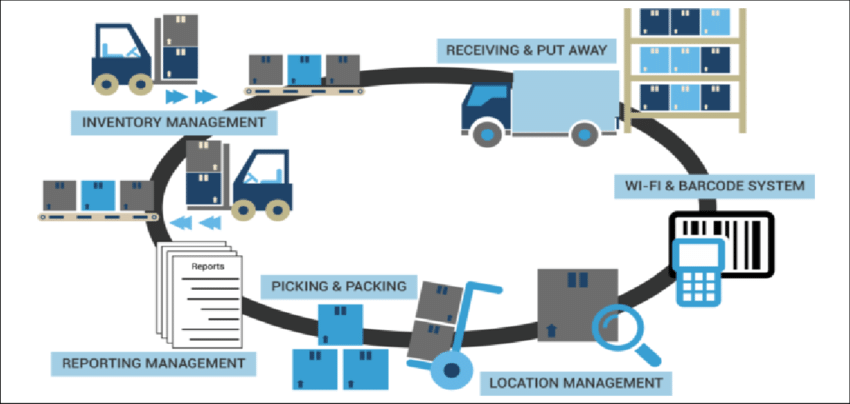
Caracteristicile tipice al unui WMS

WMS - warehouse management system (în traducere sistem de management al unui depozit) este un instrument software care facilitează automatizarea operatiilor cu stocul și egalitatea dintre stocul scriptic și cel faptic.
Cu ajutorul unui sistem informatic de tip WMS , se pot realiza următoarele activități:
Organizare depozit
Pe măsură ce activitatea companiei crește, controlul costurilor de operare a afacerii devine critic. Din totalul acestor costuri, cele logistice au o pondere semnificativă, mai ales în cadrul firmelor de distribuție. Pe lângă aspectul financiar, organizarea eficientă a depozitelor conduce la un timp mediu de livrare scurt, care se poate constitui în avantaj competitiv important.
Un depozit poate fi organizat 5 niveluri: zone, rânduri, rafturi, polițe și celule. Modul de codificare poate fi generat automat. Se poate pune limită pe celule la nivel de volum sau se poate merge pe principiul celulelor flexibile.
În funcție de arhitectura depozitului, în urma unui proces de analiză, se selectează structura care poate conduce la fluxuri eficente de operare a activităților specifice. Odată activat acest modul, orice tranzacție care afectează depozitul respectiv, se va efectua conform parametrilor specificați.
Tranzacții stocuri
Prezentat la modul simplist, din punctul de vedere WMS, este vorba despre orice operațiune care necesită așezarea mărfii în celule sau culegerea mărfii din celule. În funcție de parametrii configurați, sistemul poate propune în mod automat pentru intrări locația în care se vor depozita bunurile, iar pentru ieșiri locația din care se vor culege acestea.
Operațiuni pe celule
Este vorba de compactări de celule, reconfigurări ale structurii depozitului și alte operațiuni specifice, care conduc la transferuri de bunuri între celule. Cu ajutorul unui WMS este posibilă în orice moment inventarierea parțială, constituindu-se, de asemenea, prin natura sa, într-un sistem de sincronizare permanentă a scripticului din sistem cu fapticul din depozit, orice nesincronizare fiind imediat evidențiată și corectată.